# Hvalba
Hvalba est une commune et l'une des plus grandes villes des îles Féroé, elle se trouve sur l'île de Suðuroy.

## Description
Du charbon est toujours extrait des mines de la ville.
C'est une station baleinière très active.
Elle possède également une équipe de football : Royn (Bóltfelagið Royn)
Sur la côte ouest, il y a lieu d'appel qui permet d'aller à la pêche dans des petits bateaux des deux côtés de l'île. Le lieu a deux noms ; on l'appelle Hvalbiareiði ou Fiskieiði. Le nom que hvalbiareiði désigne le nom du village Hvalba, Fiskieiði fait référence au fait que cet endroit utilisé pour être un havre de poissons. Il y a encore quelques maisons de bateau là, mais la plupart d'entre eux sont des ruines. La plupart des hommes de Hvalba sont membres de l'équipage de l'un des chalutiers du village. Beaucoup de gens de Hvalba possède leur part de ces chalutiers. Il y a un autre « Eiði » en Hvalba, on l'appelle Norðbergseiði, nommé d'après une montagne voisine, qui s'appelle Norðberg. Norðbergseiði est celle du Nord des deux « eidi ». Norðbergseiði et Hvalbiareiði sont séparés par la montagne Grímsfjall (la montagne de Grímur).

## Transport
Deux tunnels connectent Hvalba à ses villages voisins. Le tunnel en direction sud (1 450 m) conduit à Trongisvágur/Tvøroyri, il a été réalisé en 1963 ; c'est le premier tunnel de route construit dans les îles Féroé. La direction du Nord (1 500 m) mène à Sandvík, village plus au nord ; elle a été faite en 1969.

## Galerie

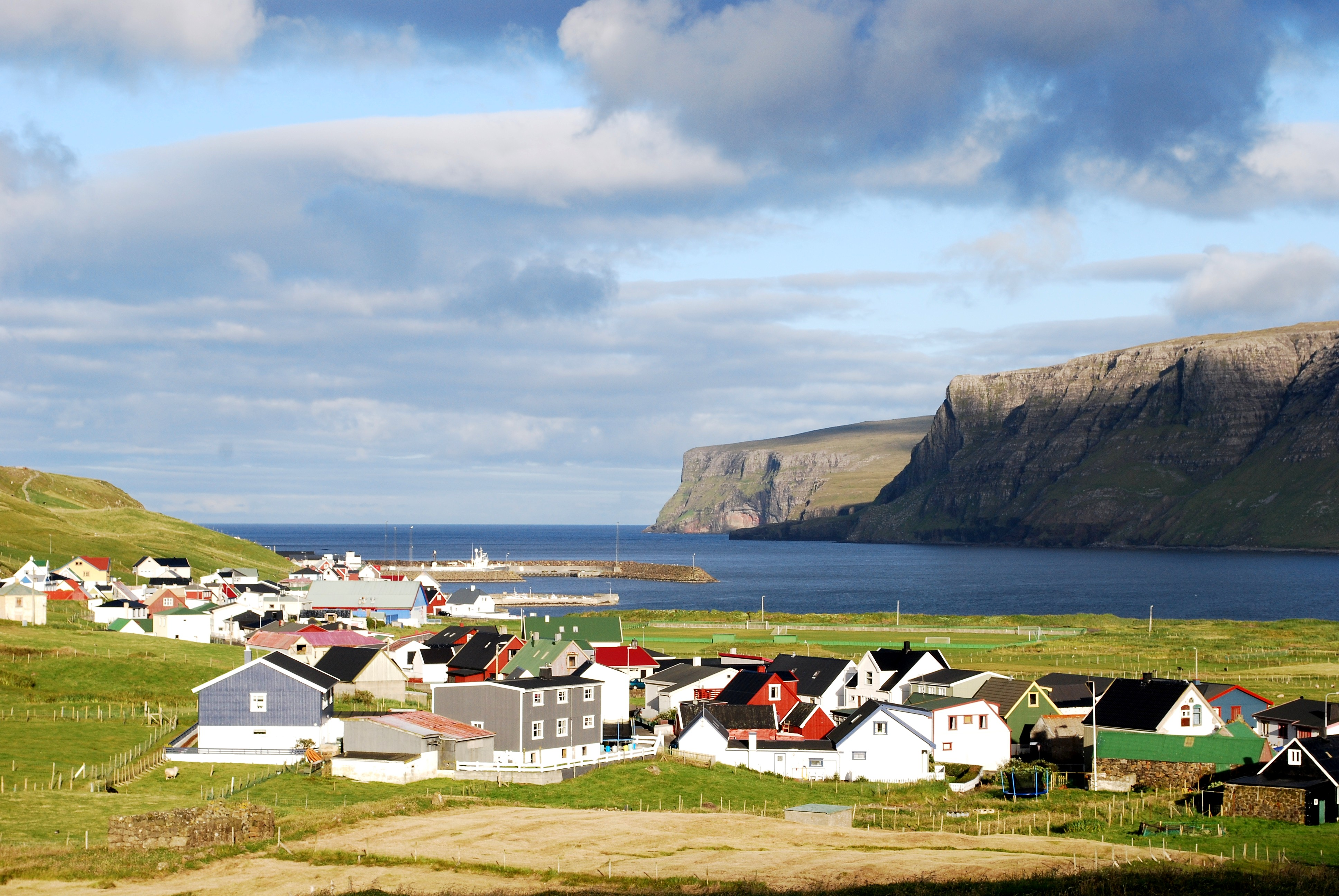
Hvalba
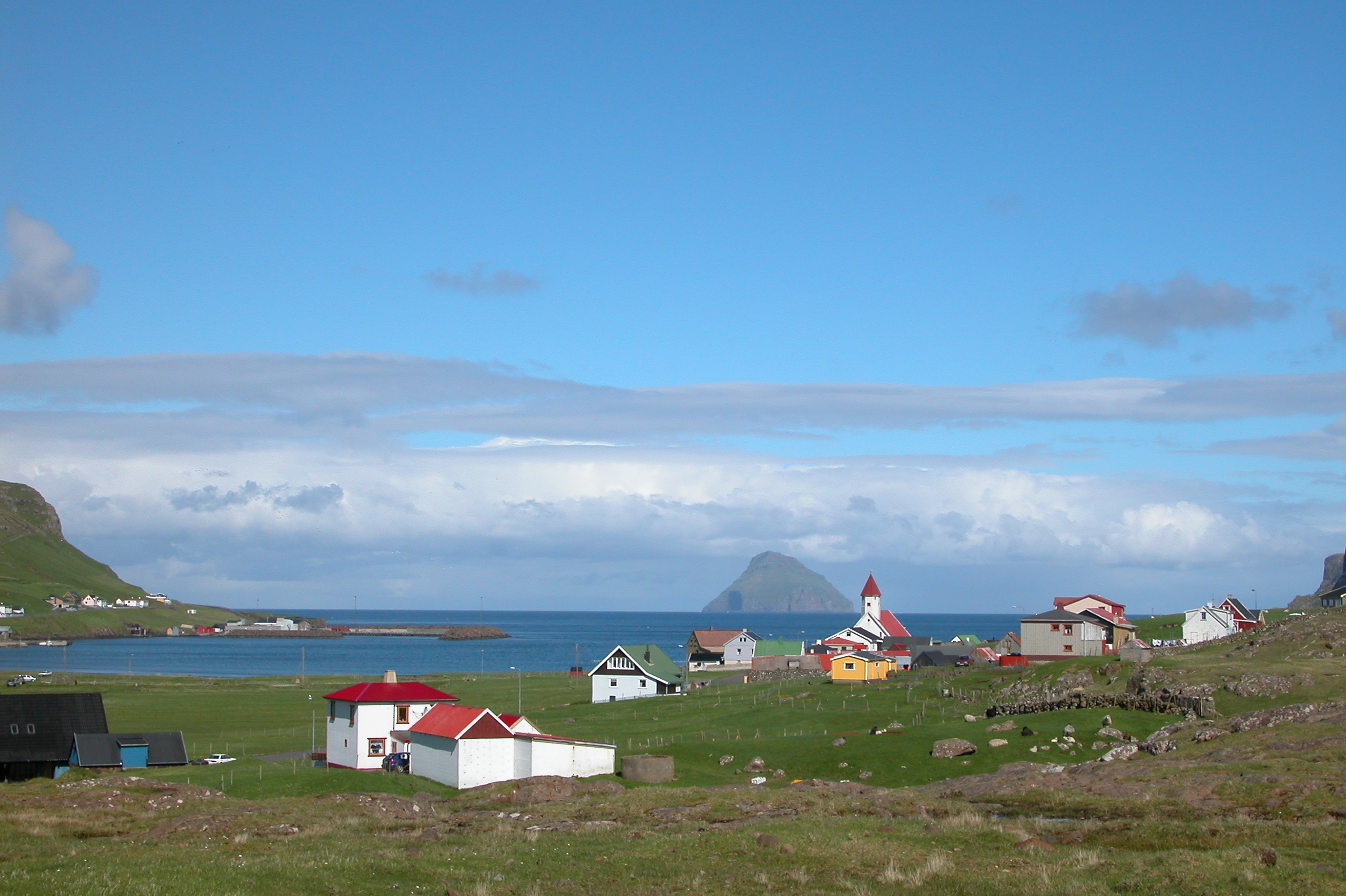
Hvalba
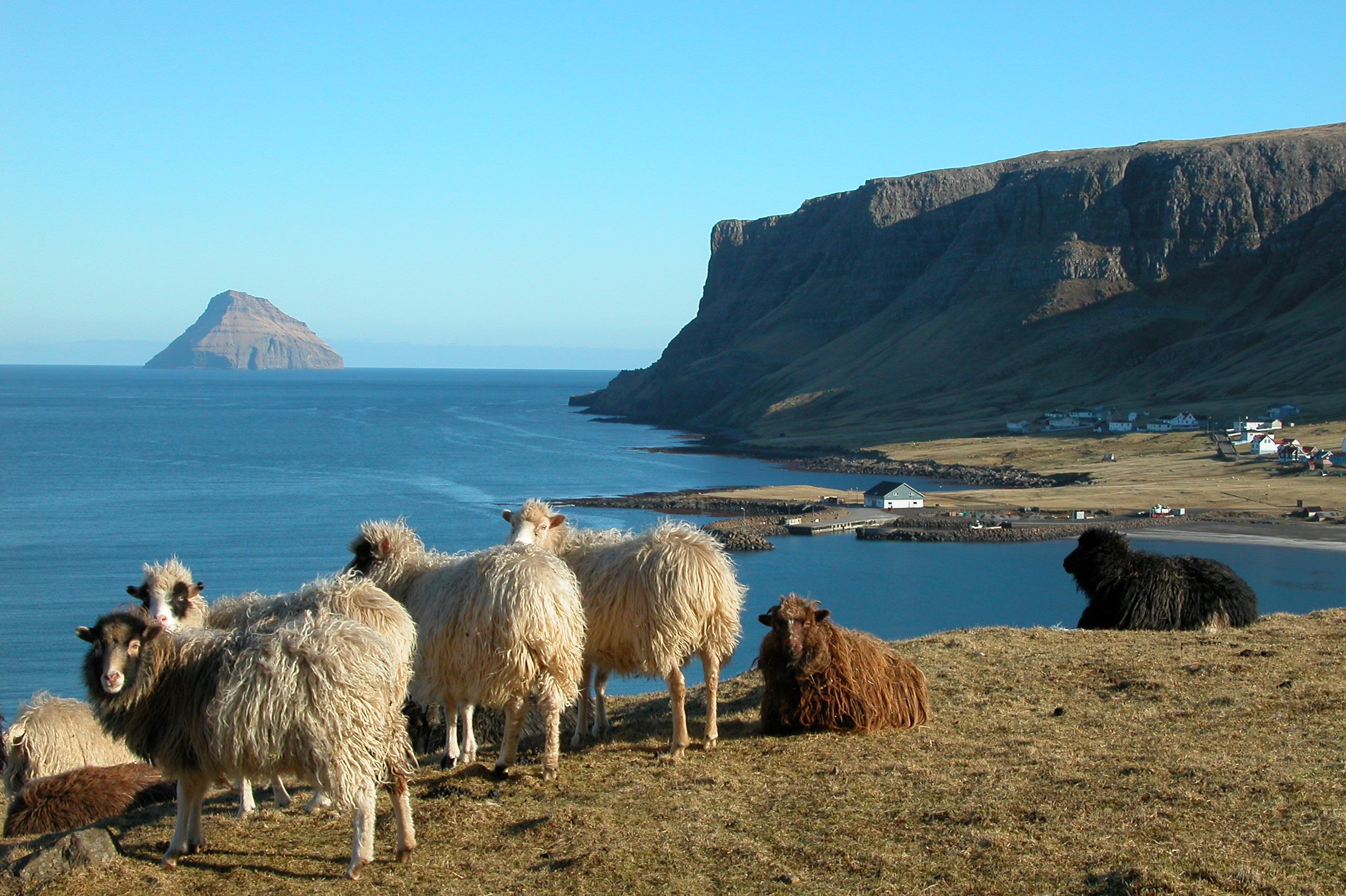
Hvalba
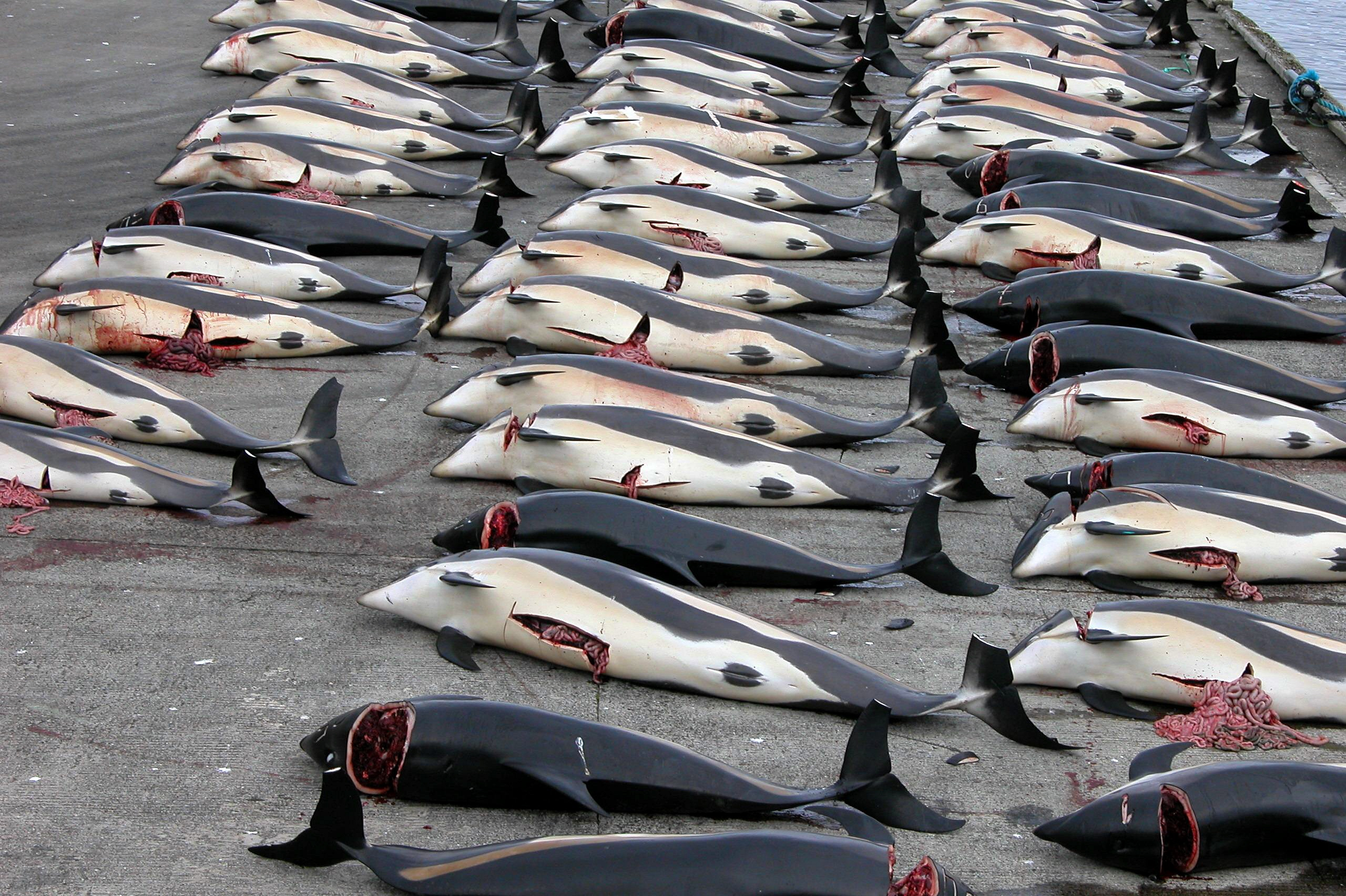
Chasse prolifique aux cétacés